# World Series of Poker 2012
Le World Series of Poker (WSOP) 2012 sono state la 43ª edizione della manifestazione. Il Main Event è stato vinto dallo statunitense Gregory Merson.
La prima fase si è svolta dal 27 maggio sino al 16 luglio presso il casinò Rio All Suite Hotel and Casino di Las Vegas; il tavolo finale del Main Event, con nove giocatori, si è disputato il 30 e 31 ottobre.
Gli eventi in programma sono stati 61; la principale novità dell'edizione 2012 è il torneo "The Big One for One Drop - No Limit Hold'em", con buy-in da 1 milione di dollari. L'evento è stato organizzato da Guy Laliberté (fondatore del Cirque du Soleil e appassionato giocatore di poker) con finalità benefiche; di ciascun buy-in sono infatti devoluti 111.111$ alla Fondazione One Drop, che si sforza di garantire acqua potabile nei paesi del Terzo Mondo.
Altre innovazioni rispetto al passato sono: un evento con tavoli composti da un massimo di 4 giocatori; un evento misto di Pot Limit Omaha/No Limit Hold'em in modalità head-up; un evento "ante only" in cui non sono previsti piccolo e grande buio ma solo ante; un evento con rebuy; un evento "Mixed Max", cioè con tavoli inizialmente da 9 giocatori, poi da 6, infine da 2.

## Eventi preliminari
| N. | Evento                                                | Iscritti | Vincitore             | Premio      | Ultimo giocatore eliminato |
| -- | ----------------------------------------------------- | -------- | --------------------- | ----------- | -------------------------- |
| 1  | $500 Casino Employees No Limit Hold'em                | 732      | Chiamb Saechao        | $70.859     | Patricia Baker             |
| 2  | $1.500 No Limit Hold'em                               | 2.101    | Brent Hanks           | $517.725    | Jacob Bazeley              |
| 3  | $3.000 Heads Up No Limit Hold'em/Pot Limit Omaha      | 317      | Leif Force            | $207.708    | Jason Koon                 |
| 4  | $1.500 Seven Card Stud Hi-Low Split 8 or Better       | 622      | Cory Zeidman          | $201.559    | Chris Björin               |
| 5  | $1.500 Pot Limit Hold'em                              | 639      | Nick Jivkov           | $189.818    | Bryan Pellegrino           |
| 6  | $5.000 No Limit Hold'em Mixed Max                     | 409      | Aubin Cazals          | $480.564    | Joseph Cheong              |
| 7  | $1.500 Seven Card Stud                                | 367      | Andy Bloch            | $126.363    | Barry Greenstein           |
| 8  | $1.500 Omaha Hi-Low Split 8 or Better                 | 967      | Herbert Tapscott      | $264.400    | Gavin Griffin              |
| 9  | $1.500 No Limit Hold'em Re-entry                      | 3.404    | Ashkan Razavi         | $781.398    | Amanda Musumeci            |
| 10 | $5.000 Seven Card Stud                                | 145      | John Monnette         | $190.826    | Huu Vinh                   |
| 11 | $1.500 Pot Limit Omaha                                | 970      | Vincent Van Der Fluit | $265.211    | Charles Tonne              |
| 12 | $10.000 Heads Up No Limit Hold'em                     | 152      | Brian Hastings        | $371.498    | Jason Mo                   |
| 13 | $1.500 Limit Hold'em                                  | 730      | David Arsht           | $211.921    | Stephen Hung               |
| 14 | $1.500 No Limit Hold'em Shootout                      | 1.138    | Brandon Schaefer      | $311.174    | Jonathan Cohen             |
| 15 | $5.000 Seven Card Stud Hi-Low Split 8 or Better       | 212      | Adam Friedman         | $269.037    | Todd Brunson               |
| 16 | $1.500 No Limit Hold'em Six Handed                    | 1.604    | Matt Matros           | $454.835    | Mark Radoja                |
| 17 | $10.000 Pot Limit Hold'em                             | 179      | Andy Frankenberger    | $445.899    | Phil Ivey                  |
| 18 | $2.500 Seven Card Razz                                | 309      | Phil Hellmuth         | $182.793    | Don Zewin                  |
| 19 | $1.500 No Limit Hold'em                               | 2.302    | Cliff Goldkind        | $559.514    | Kennii Nguyen              |
| 20 | $5.000 Limit Hold'em                                  | 166      | Benjamin Scholl       | $206.760    | Andrew Prock               |
| 21 | $1.000 No Limit Hold'em                               | 2.799    | Michael Gathy         | $440.829    | Jamie Armstrong            |
| 22 | $2.500 2-7 Triple Draw Lowball (Limit)                | 228      | Randy Ohel            | $145.247    | Benjamin Lazer             |
| 23 | $3.000 No Limit Hold'em Six Handed                    | 924      | Simon Charette        | $567.624    | Artem Metalidi             |
| 24 | $5.000 Omaha Hi-Low Split 8 or Better                 | 256      | Joe Cassidy           | $294.777    | Scotty Nguyen              |
| 25 | $1.500 Limit Hold'em Shootout                         | 366      | Brian Meinders        | $116.118    | Darin Thomas               |
| 26 | $3.000 Pot Limit Omaha                                | 589      | Austin Scott          | $361.797    | Brett Richey               |
| 27 | $1.500 H.O.R.S.E.                                     | 889      | Ylon Schwartz         | $267.081    | David Chiu                 |
| 28 | $2.500 No Limit Hold'em Four Handed                   | 750      | Timothy Adams         | $392.476    | Brendon Rubie              |
| 29 | $1.000 Seniors No Limit Hold'em Championship          | 4.128    | Allyn Jaffrey Shulman | $603.713    | Dennis Phillips            |
| 30 | $1.500 2-7 Triple Draw Lowball (No Limit)             | 285      | Larry Wright          | $101.975    | Brandon Cantu              |
| 31 | $1.500 No Limit Hold'em                               | 2.811    | Carter Phillips       | $664.130    | Joe Cada                   |
| 32 | $10.000 H.O.R.S.E.                                    | 178      | David Bakes Baker     | $451.779    | John Monnette              |
| 33 | $1.000 No Limit Hold'em                               | 2.795    | Max Steinberg         | $440.238    | Samuel Gerber              |
| 34 | $5.000 Pot Limit Omaha Six Handed                     | 419      | Naoya Kihara          | $512.029    | Chris DeMaci               |
| 35 | $2.500 Mixed Hold'em                                  | 393      | Chris Tryba           | $210.107    | Erik Cajelais              |
| 36 | $3.000 No Limit Hold'em Shootout                      | 587      | Craig McCorkell       | $368.593    | Jeremiah Fitzpatrick       |
| 37 | $2.500 Eight Game Mix                                 | 477      | David Baker           | $271.312    | Greg Mueller               |
| 38 | $1.500 No Limit Hold'em                               | 2.534    | Dung Nguyen           | $607.200    | Theo Tran                  |
| 39 | $10.000 Pot Limit Omaha                               | 293      | Jan-Peter Jachtmann   | $661.000    | Andrew Brown               |
| 40 | $2.500 Limit Hold'em Six Handed                       | 302      | Ronnie Bardah         | $182.088    | Marco Johnson              |
| 41 | $3.000 No Limit Hold'em                               | 1.394    | Greg Ostrander        | $742.072    | Jackie Glazier             |
| 42 | $2.500 Omaha/Seven Card Stud Hi-Low Split 8 or Better | 393      | Oleksii Kovalchuk     | $228.014    | George Danzer              |
| 43 | $1.500 No Limit Hold'em                               | 2.770    | Henry Lu              | $654.380    | Neil Channing              |
| 44 | $1.000 No Limit Hold'em                               | 2.949    | Rocco Palumbo         | $464.464    | Nelson Robinson            |
| 45 | $50.000 The Poker Players Championship                | 108      | Michael Mizrachi      | $1.451.527  | Chris Klodnicki            |
| 46 | $2.500 No Limit Hold'em                               | 1.607    | Joey Weissman         | $694.609    | Jeremy Quehen              |
| 47 | $1.500 Pot Limit Omaha Hi-Low Split 8 or Better       | 978      | Steven Loube          | $267.345    | Timothy Finne              |
| 48 | $3.000 Limit Hold'em                                  | 247      | Kenny Hsiung          | $165.205    | Robert Hwang               |
| 49 | $1.500 Ante Only No Limit Hold'em                     | 939      | Greg Hobson           | $256.691    | James Sowers               |
| 50 | $5.000 No Limit Hold'em                               | 1.001    | Pete Vilandos         | $952.694    | Kyle Julius                |
| 51 | $1.000 Ladies No Limit Hold'em Championship           | 936      | Yen Dang              | $170.587    | Debbie Pechac              |
| 52 | $2.500 10-Game Mix Six Handed                         | 421      | Vanessa Selbst        | $244.259    | Michael Saltzburg          |
| 53 | $1.500 No Limit Hold'em                               | 3.166    | Neil Willerson        | $737.248    | Vladimir Mefodichev        |
| 54 | $1.000 No Limit Hold'em                               | 3.221    | Will Jaffe            | $500.075    | Luis Campelo               |
| 55 | $1.000.000 The Big One for One Drop                   | 48       | Antonio Esfandiari    | $18.346.673 | Sam Trickett               |
| 56 | $1.500 No Limit Hold'em                               | 2.798    | Tomas Junek           | $661.022    | David Borg                 |
| 57 | $10.000 No Limit Hold'em Six Handed                   | 474      | Greg Merson           | $1.136.197  | Keith Lehr                 |
| 58 | $3.000 Pot Limit Omaha Hi-Low Split 8 or Better       | 526      | Viacheslav Zhukov     | $330.277    | Roch Cousineau             |
| 59 | $1.000 No Limit Hold'em                               | 4.620    | Dominik Nitsche       | $654.797    | Jonathan Hilton            |
| 60 | $10.000 2-7 Draw Lowball (No-Limit)                   | 101      | Nick Schulman         | $294.321    | Mike Wattel                |

## Main Event
Il Main Event (evento numero 61: $10.000 No Limit Hold'em) è stato disputato in due fasi. La fase di qualificazione dal 7 al 16 luglio, mentre il tavolo finale con i migliori nove giocatori in classifica si è disputato dal 28 al 30 ottobre. I partecipanti sono stati 6.598 con un premio per il vincitore di $8.527.982.
Di seguito gli ultimi nove giocatori che hanno disputato il tavolo finale in ordine di chips conquistate. I dati riportati in tabella sono aggiornati alla data di conclusione della prima fase del Main Event.
| Nome             | Nazionalità | Chips      | Braccialetti | ITM WSOP | Guadagni WSOP |
| ---------------- | ----------- | ---------- | ------------ | -------- | ------------- |
| Jesse Sylvia     | Stati Uniti | 43.875.000 | 0            | 1        | $2.954        |
| Andras Koroknai  | Ungheria    | 29.375.000 | 0            | 2        | $39.371       |
| Greg Merson      | Stati Uniti | 28.725.000 | 1            | 5        | $1.253.501    |
| Russell Thomas   | Stati Uniti | 24.800.000 | 0            | 3        | $126.796      |
| Steven Gee       | Stati Uniti | 16.860.000 | 1            | 4        | $480.822      |
| Michael Esposito | Stati Uniti | 16.260.000 | 0            | 3        | $27.311       |
| Robert Salaburu  | Stati Uniti | 15.155.000 | 0            | 0        | 0             |
| Jacob Balsiger   | Stati Uniti | 13.115.000 | 0            | 1        | $3.531        |
| Jeremy Ausmus    | Stati Uniti | 9.805.000  | 0            | 13       | $114.623      |

### Risultati
Al tavolo finale lo statunitense Greg Merson ha superato all'heads up il connazionale Jesse Sylva che era chip leader dopo la fase di qualificazione di luglio.
| Piazzamento | Nome             | Premio     |
| ----------- | ---------------- | ---------- |
| 1°          | Greg Merson      | $8.531.853 |
| 2°          | Jesse Sylvia     | $5.295.149 |
| 3°          | Jacob Balsiger   | $3.799.073 |
| 4°          | Russell Thomas   | $2.851.537 |
| 5°          | Jeremy Ausmus    | $2.155.313 |
| 6°          | Andras Koroknai  | $1.640.902 |
| 7°          | Michael Esposito | $1.258.040 |
| 8°          | Robert Salaburu  | $971.360   |
| 9°          | Steven Gee       | $754.798   |